# Весілля сойок (мультфільм)
«Весілля сойок» (груз. «ჩხიკვთა ქორწილი», рос. «Свадьба соек») — грузинський радянський мультфільм 1957 року кінорежисера Аркадія Хінтібідзе